# بيتشا اوترا
بيتشا اوترا (بالفرنسية: Picha)‏ (و. 1942  م) هو مخرج أفلام، وكاتب سيناريو، وفنان قصص مصورة، ومنتج أفلام، ومخرج تلفزيوني بلجيكي، ولد في بروكسل.

## وصلات خارجية
- بيتشا اوترا على موقع IMDb (الإنجليزية)
- بيتشا اوترا على موقع ألو سيني (الفرنسية)
- بيتشا اوترا على موقع أول موفي (الإنجليزية)
- بيتشا اوترا على موقع قاعدة بيانات الأفلام السويدية (السويدية)
- بيتشا اوترا على موقع قاعدة بيانات الفيلم (الإنجليزية)
- بيتشا اوترا على موقع كينوبويسك (الروسية)